# Amtsbezirk Groß-Enzersdorf
Der Amtsbezirk Groß-Enzersdorf war eine Verwaltungseinheit im Weinviertel in Niederösterreich.
Der Amtsbezirk war der Kreisbehörde in Korneuburg unterstellt und besorgte deren Amtsgeschäfte vor Ort. Die Zuständigkeit erstreckte sich neben Groß-Enzersdorf auf die damaligen Gemeinden Andlersdorf, Aspern, Breitenlee, Breitstetten, Eckartsau, Essling, Glinzendorf, Großhofen, Haringsee, Hirschstetten, Kagran, Franzensdorf (Kimmerleinsdorf), Kopfstetten, Leopoldau, Leopoldsdorf, Mannsdorf an der Donau, Markgrafneusiedl, Mühlleiten, Oberhausen, Orth, Parbasdorf, Pframa, Probstdorf, Raasdorf, Rutzendorf, Sachsengang, Schönau, Obersiebenbrunn, Straudorf, Kroatisch Wagram und Wittau.
Der Amtsbezirk umfasste dabei 31 Gemeinden mit 11.637 Einwohnern (lt. Zählung von 1851).